# Eosentomon tuxenanum
Eosentomon tuxenanum är en urinsektsart som beskrevs av Chou och Yang 1964. Eosentomon tuxenanum ingår i släktet Eosentomon och familjen trakétrevfotingar. Inga underarter finns listade i Catalogue of Life.